# Sărișoru Mare
Sărișoru Mare – wieś w Rumunii, w okręgu Suczawa, w gminie Șaru Dornei. W 2011 roku liczyła 527 mieszkańców. 